# ライヴ・アット・レディング
『ライヴ・アット・レディング』 (Live at Reading) は、アメリカ合衆国のロックバンドニルヴァーナのライブCDおよびDVD。1992年のレディング・フェスティバルにおけるライブ音源で、長い間発売されそうになりながらも、発売されず棚上げ状態になっていたが、2009年になってようやく発売された。
ブートレグ盤は長年出回っていたが、発売に際してマスタリングとカラーコレクションが施された。

## 収録曲
1. ブリード - "Breed" (Cobain, Grohl, Novoselic) - 3:12
2. ドレイン・ユー - "Drain You" (Cobain, Grohl, Novoselic) - 3:38
3. アニュウリズム - "Aneurysm" (Cobain, Grohl, Novoselic) - 4:35
4. スクール - "School" (Cobain) - 2:43
5. スリヴァー - "Sliver" (Cobain, Novoselic) - 2:06
6. イン・ブルーム - "In Bloom" (Cobain, Grohl, Novoselic) - 4:36
7. カム・アズ・ユー・アー - "Come As You Are" (Cobain, Grohl, Novoselic) - 3:36
8. リチウム - "Lithium" (Cobain, Grohl, Novoselic) - 4:21
9. アバウト・ア・ガール - "About a Girl" (Cobain) - 2:51
10. トゥレッツ - "Tourette's" (Cobain) - 1:50
11. ポーリー - "Polly" (Cobain, Grohl, Nirvana , Novoselic) - 2:48
12. ラウンジ・アクト - "Lounge Act" (Cobain, Grohl, Novoselic) - 2:36
13. スメルズ・ライク・ティーン・スピリット - "Smells Like Teen Spirit" (Cobain, Grohl, Novoselic) - 4:45[a]
14. オン・ア・プレイン - "On a Plain" (Cobain, Grohl, Novoselic) - 3:00
15. ネガティヴ・クリープ - "Negative Creep" (Cobain) - 2:52
16. ビーン・ア・サン - "Been a Son" (Cobain) - 2:13
17. オール・アポロジーズ - "All Apologies" (Cobain) - 3:09
18. ブルー - "Blew" (Cobain) - 3:19
19. ダム - "Dumb" (Cobain) - 2:32
20. ステイ・アウェイ - "Stay Away" (Cobain, Grohl, Novoselic) - 3:32
21. スパンク・スルー - "Spank Thru" (Cobain) - 3:06
22. ザ・マネー・ウィル・ロール・ライト・イン - "The Money Will Roll Right In" (Flynn, Wilson)（ファング・カヴァー） - 2:16
23. D7 - "D-7" (Sage)（ワイパーズ・カヴァー） - 3:43
24. テリトリアル・ピッシングス - "Territorial Pissings" (Cobain, Powers) - 4:29